# Pavel Podkol'zin
Pavel Nikolaevič Podkol'zin (in russo Павел Николаевич Подкользин?; Novosibirsk, 15 gennaio 1985) è un ex cestista russo.

## Carriera
Podkolzin, alto 226 centimetri, giunse in Italia, dal Lokomotiv Novosibirsk, nel 2002 alla Pallacanestro Varese, dove non mostrò mai le sue potenzialità tanto decantate di pivot veloce e dotato di buon tiro, ma solo di lento e non molto abile sotto canestro.
Entrato nell'interesse degli scout NBA, soprattutto grazie alla sua altezza assolutamente fuori dalla norma che gli vale un posto tra i cestisti più alti ad aver giocato nella NBA, fu scelto al draft del 2004 come seconda scelta dagli Utah Jazz. Fu scambiato ai Dallas Mavericks, dove fu frenato anche da una frattura al piede. In totale colleziona 6 presenze in NBA: nel frattempo gioca anche nella lega di sviluppo D-League ai Fort Worth Flyers, franchigia satellite dei Mavericks.
Quindi torna in patria, giocando nella sua città natale dopo una breve parentesi al Khimki.
Ha partecipato alla serie tv russa 1703.

## Statistiche

### NBA

#### Regular Season
| Anno      | Squadra          | PG | PT | MP   | TC% | 3P% | TL%  | RP  | AP  | PRP | SP  | PP  |
| --------- | ---------------- | -- | -- | ---- | --- | --- | ---- | --- | --- | --- | --- | --- |
| 2004-2005 | Dallas Mavericks | 5  | 0  | 2,0  | -   | -   | 50,0 | 0,4 | 0,0 | 0,0 | 0,0 | 0,2 |
| 2005-2006 | Dallas Mavericks | 1  | 0  | 18,0 | 0,0 | -   | 50,0 | 7,0 | 0,0 | 0,0 | 1,0 | 3,0 |
| Carriera  | Carriera         | 6  | 0  | 4,7  | 0,0 | -   | 50,0 | 1,5 | 0,0 | 0,0 | 0,2 | 0,7 |

## Palmarès
- Coppa di Russia: 1

Novosibirsk: 2014-15
- Superliga A: 1

Novosibirsk: 2015